# مرکز حفظ و اشاعه موسیقی
مرکز حفظ و اشاعه موسیقی که اینک با نام مرکز حفظ و پژوهش موسیقی  فعالیت می‌کند، نهادی است که در زمینه شناسایی و گسترش موسیقی سنتی ایرانی به فعالیت می‌پردازد. این مرکز در گسترش موسیقی اصیل ایرانی و پرورش موسیقی‌دانان جوان سهم به‌سزایی داشته‌است.

## تاریخچه
این مرکز در سال ۱۳۴۷ به عنوان سازمانی وابسته به  رادیو تلویزیون ملی ایران توسط  داریوش صفوت بنیان نهاده شد و خود تا سال ۱۳۵۹ مدیریت آن را برعهده داشت.
این مؤسسه در زمانی گشایش یافت که تنها تنی چند از استادان موسیقی سنتی در قید حیات بودند و اینان نیز بیشتر دوران کهولت و سال‌های واپسین عمر را می‌گذراندند. بانی اصلی آن استاد داریوش صفوت بود که با گرد آوردن برخی از استادان بنام موسیقی ایرانی چون نورعلی خان برومند، سعید هرمزی، عبدالله خان دوامی، محمود کریمی، یوسف فروتن و… توانست گروهی از هنرجویان نخبه را بپروراند و تحویل جامعه موسیقی بدهد.
در این مرکز دستگاه‌ها، گوشه‌ها و ریزه‌کاری‌ها و رموز موسیقی سنتی، به جوانان شیفته و بااستعداد آموزش داده می‌شد. جوانانی که یا از دانشکده هنرهای زیبا رشتهٔ موسیقی لیسانسه یا در شرف لیسانسه‌شدن بودند و در دانشکده ردیف‌ها را نزد نور علی خان برومند و داریوش صفوت فراگرفته بودند، در مرکز حفظ و اشاعه موسیقی نزد آن دو و استادان دیگر این مرکز، به تکمیل و توسعهٔ دانش موسیقی خود پرداختند. از جمله این شاگردان می‌توان داوود گنجه‌ای، عبدالمجید کیانی، ناصر فرهنگ‌فر، جلال ذوالفنون، حسین علیزاده، پرویز مشکاتیان، داریوش طلایی و رضا شفیعیان را نام برد.
هنرمندانی چون داوود گنجه‌ای، جلال ذوالفنون، محمدجلیل عندلیبی، محمدرضا لطفی، پرویز مشکاتیان، کرامت اصلانی، شاپور رحیمی،مجید کیانی، محمدرضا شجریان، علی‌اکبر شکارچی، حسین علیزاده، داریوش طلایی، محمدعلی کیانی‌نژاد، داریوش پیرنیاکان، نورالدین رضوی سروستانی، محمدعلی حدادیان، مرتضی اعیان، امیرحسین سام، عشقی و… از جمله چهره‌های شاخصی هستند که دوره‌های آموزشی و پژوهشی خود را در این نهاد آغاز کردند و ادامه دادند.